# Ana Kraš
Ana Kraš (Belgrado, 25 de julio de 1984) es una fotógrafa, diseñadora de mobiliario y de moda y modelo serboestadounidense. Ha obtenido reconocimiento por sus Lámparas Bombón y por su fotografía para los decorados de la Semana de la Moda de Copenhague, así como por los trajes de baño.

## Primeros años
Nacida en Belgrado (actual Serbia), Kraš estudió diseño de muebles en la Universidad de las Artes de Belgrado. En su último año de estudios, ganó el concurso de jóvenes diseñadores de los Balcanes, lo que le permitió exponer una silla de madera contrachapada Hug en el Salón del Mueble de Milán (Italia). El diseñador Konstantin Grcic, que encabezaba el jurado, le dio un valioso consejo, animándola a ser más libre en su trabajo. En su adolescencia, modeló brevemente en Japón tras rechazar contratos de modelo en Nueva York y París. Se trasladó a Los Ángeles en 2011 antes de establecerse en Manhattan en 2013.

## Carrera

### Diseño
Kraš ha expuesto en la semana del diseño de Nueva York, en la Maison et Objet de París y en las semanas del diseño de Viena, Belgrado y Budapest. Naomi Smart, de Vogue, aprecia su "hábil estilo personal" y su "estética orgánica-modernista mash-up". Kraš llamó la atención por sus lámparas hechas a mano, especialmente sus Bonbon Lamps, hechas con hilos reciclados de la industria de la moda. En 2019, Kraš colaboró con la empresa danesa HAY para producir una versión de las Bonbon Lamps que se venderá en sus tiendas.
Kraš tiene una cartera variada que toca muchos aspectos del diseño, así como de la fotografía. Ha diseñado mesas, lámparas, papel pintado, y trajes de baño. En 2017, Kraš supervisó los visuales para la diseñadora de moda Maryam Nassir Zadeh y también diseñó el decorado en la Semana de la Moda de Copenhague para la diseñadora de moda Ganni. Otras casas de moda con las que ha colaborado son Martin Margiela y Etudes Studio. Vogue y W Magazine la nombraron la "It Girl" del buen gusto. Ambra Medda, cofundadora y exdirectora de Design Miami, incluyó a Kraš entre sus diseñadores jóvenes favoritos.

### Fotografía y artes plásticas
En cuanto a su fotografía, Kraš ha realizado trabajos para Ganni, así como para Lou & Grey. Esto incluye el look book de Lou & Grey y su revista online Ampersand. En 2016, Kras publicó su libro de fotografía Ana Kraš: Ikebana Albums, que se centra tanto en retratos como en paisajes. En 2017, colaboró con Natalie Weinberger para una exposición en la galería Picture Room de Brooklyn (Nueva York). La exposición, titulada Familia, consistía en esculturas de cerámica y dibujos que exploraban la "interacción emocional entre objetos inanimados".